# Cabinet Gomolka
Land de Mecklembourg-Poméranie-Occidentale
Aucun Cabinet Seite I
Le cabinet Gomolka (Kabinett Gomolka) était le gouvernement régional du Land de Mecklembourg-Poméranie-Occidentale entre le 28 octobre 1990 et le 19 mars 1992, durant la première législature du Landtag.

## Processus de formation
À l'issue des élections régionales du 14 octobre 1990, l'Union chrétienne-démocrate d'Allemagne (CDU) s'est imposée comme la première force politique du Land. Les résultats ont toutefois conclus à une impasse, puisque la coalition CDU/FDP et l'alliance SPD/PDS disposaient toutes deux de 33 députés. Finalement, la décision de l'ancien social-démocrate Wolfgang Schulz de siéger comme indépendant a permis à la CDU et au Parti libéral-démocrate (FDP), qui avait franchi de justesse la barre des 5 % pour pouvoir entrer au Landtag, de former le gouvernement régional. Le 27 octobre 1990, le chrétien-démocrate Alfred Gomolka a été élu ministre-président. Au sein du cabinet, les chrétiens-démocrates occupaient sept portefeuilles, les libéraux en ayant obtenu deux. À l'exception du ministre de la Justice, tous étaient issus d'Allemagne de l'Est, la moitié, dont Gomolka, ayant même fait partie des « partis fantoches » de l'Union chrétienne-démocrate d'Allemagne de l'Est (CDU DDR) et du Parti libéral-démocrate d'Allemagne (LDPD).

## Bilan de l'action
Le gouvernement a été marqué par une vive controverse au sein de la CDU, relative à la privatisation des chantiers navals. Le président de la CDU régionale et ministre fédéral des Transports, Günther Krause, s'opposait ainsi au projet de Gomolka et du ministre (libéral) de l'Économie Conrad-Michael Lehment de ne procéder qu'à une privatisation partielle. À ces difficultés s'ajoutaient des tensions personnelles internes au cabinet et des conflits entre le gouvernement avec le groupe parlementaire chrétien-démocrate. Après seulement un an et demi au pouvoir, Alfred Gomolka a renoncé à son poste le 15 mars 1992, sa décision prenant effet le 19. Il a ensuite été remplacé par Berndt Seite, secrétaire général de la CDU régionale.

## Composition
| Portefeuille                                                                  | Ministre                  | Ministre                          | Parti |
| ----------------------------------------------------------------------------- | ------------------------- | --------------------------------- | ----- |
| Ministre-président                                                            |                           | Alfred Gomolka                    | CDU   |
| Ministre de l'Intérieur                                                       |                           | Georg Diederich                   | CDU   |
| Ministre de la Justice, des Affaires fédérales et européennes                 |                           | Ulrich Born (jusqu'au 14/03/1992) | CDU   |
| Ministre de la Justice, des Affaires fédérales et européennes                 | Intérim de Alfred Gomolka |                                   | CDU   |
| Ministre des Finances                                                         |                           | Bärbel Kleedehn                   | CDU   |
| Ministre de l'Économie                                                        |                           | Conrad-Michael Lehment            | FDP   |
| Ministre de l'Alimentation, de l'Agriculture, de la Forêt et de la Pêche      |                           | Martin Brick                      | CDU   |
| Ministre de l'Environnement                                                   |                           | Petra Uhlmann                     | CDU   |
| Ministre de l'Éducation                                                       |                           | Oswald Wutzke                     | CDU   |
| Ministre du Travail, de la Santé et de l'Ordre social Vice-ministre-président |                           | Klaus Gollert                     | FDP   |